# Kifula (Mwanga)
Kifula ist ein Verwaltungsbezirk (Ward) des Distrikts Mwanga in der tansanischen Region Kilimandscharo.

## Geografie
Kifula liegt im Nordosten von Tansania rund 50 Kilometer Luftlinie südöstlich der Regionshauptstadt Moshi. Der Bezirk liegt im Pare-Gebirge in einer Höhenlage zwischen 1200 und 1600 Metern. Er  grenzt im Norden an Mwaniko, im Osten und Süden an Jipe und im Westen an Msangeni.
Bei der Volkszählung 2022 lebten 7827 Menschen in 1995 Haushalten auf einer Fläche von 20,7 Quadratkilometern.

## Gliederung
Der Bezirk besteht aus fünf Gemeinden (Mtaa) mit 19 Orten (Kitongoji):
| Masumbeni - Kisheko - Mghale - Msaku - Mrighonyi - Mtoki | Kadengere - Malala - Mrongo - Mbore - Malekano | Kisanjuni - Kisanjuni - Mbale - Kifula | Raa - Raa Kati - Ngweni - Nganyinyi - Motingi | Rangaa - Rangaa - Mala - Mwiri |

## Wirtschaft und Infrastruktur
- Gesundheit: Im Bezirk liegen ein öffentliches Gesundheitszentrum[7] und eine private Zahnklinik.[8]
- Bildung: Die Kishengweni Secondary School[9] und die Minja Secondary School[10] sind öffentliche weiterführende Schulen für Mädchen und Burschen mit einer Ausbildung bis zur 4. Stufe.[11]
- Verkehr: Nach Kifula führt eine asphaltierte Regionalstraße, die bei Mwanga von der Trunk Road T2 abzweigt.[12]

## Sonstiges
Die Faith Lutheran Church der Südöstlichen Iowa-Synode pflegt seit 2003 eine Partnerschaft mit der Pfarre Kifula.